# Фатма-султанија (ћерка Мехмеда IV)
Султанија Фатма је била најмлађа ћерка Мехмеда IV и султаније Рабије Гулнуш. Добила је име у част султаније Фатме, тетке султана Мехмета, која је имала добар однос с њеним родитељима. 

## Први брак
У неким изворима се напомиње да је њено пуно име било Фатма Еметулах султанија. Сматра се да је рођена 1679. године у палати у Једрену. Њен брат Мустафа II ју је удао у септембру 1695. за Черкез Ибрахим пашу. Након склопљеног брака, паша је добио чин намесника Силистре, где је пар живео. Погубљен је по наређењу султана у фебруару 1697. због самовоље и угњетавања народа у својој провинцији.
У овом браку рођена је ћерка Рукије султанија(1696-1720), удата 1709. године за Кучук Осман-пашу, који је након њене смрти оженио Еметулах султанију, ћерку Мустафе II . 

## Други брак
Султан је годину дана након погубљења Фатминог мужа одлучио да је уда за Топал Јусуф-пашу, који је добио чин везира и годину дана након брака постао намесник Дијарбекира. 
У браку је рођена ћерка Сафије султанија(1699/1700-1710).

## Смрт
Султанија Фатма је умрла 6. децембра 1700. године од туберкулозе. Током сахране је пратила поворка државника заједно са супругом . Сахрањена је у џамији Турхан султаније, поред свог оца.